# Lepidium papilliferum
Lepidium papilliferum är en korsblommig växtart som först beskrevs av Louis Forniquet Henderson, och fick sitt nu gällande namn av Aven Nelson och James Francis Macbride. Lepidium papilliferum ingår i släktet krassingar, och familjen korsblommiga växter. Inga underarter finns listade i Catalogue of Life.